# 狄考文
卡尔文·威尔逊·马蒂尔（Calvin Wilson Mateer，1836年—1908年），汉名狄考文，美国人，美北长老会来华传教士。

## 生平
狄考文出生于宾夕法尼亚州坎伯兰县的一个苏格兰-爱尔兰裔家庭。1857年毕业于加农斯堡的杰弗逊学院（Jefferson College）。后进入西方神学院（Western Theological Seminary）学习，期间曾在俄亥俄州特拉华的长老会服务两年。1862年12月与来自俄亥俄州特拉华的邦就烈（Julia A. Brown）结婚。同年获得神学博士学位，并被按立为牧师。
1863年7月3日，狄考文夫妇自纽约与郭显德一同乘船赴中国传教，同年抵达上海，次年1月15日乘船至山东登州（今蓬莱），接替传教士倪维思的工作。1864年在登州开设“蒙塾”，1876年扩建为登州文会馆（Tengchow College），1882年增设高等学科，有说法称登州文会馆因此为中国第一所高等学府。狄考文在校内开设小型博物馆，并亲自编写课本，至1895年已编写《笔算数学》、《代数备旨》、《电学全书》等28本教科书，亦曾为外国传教士编写汉语教材《官话类编》（A Course of Mandarin Lessons, based on Idiom），于1892年出版。其夫人邦就烈在文会馆引入西方音乐教学。文会馆后来与其他教会学校合并为齐鲁大学。

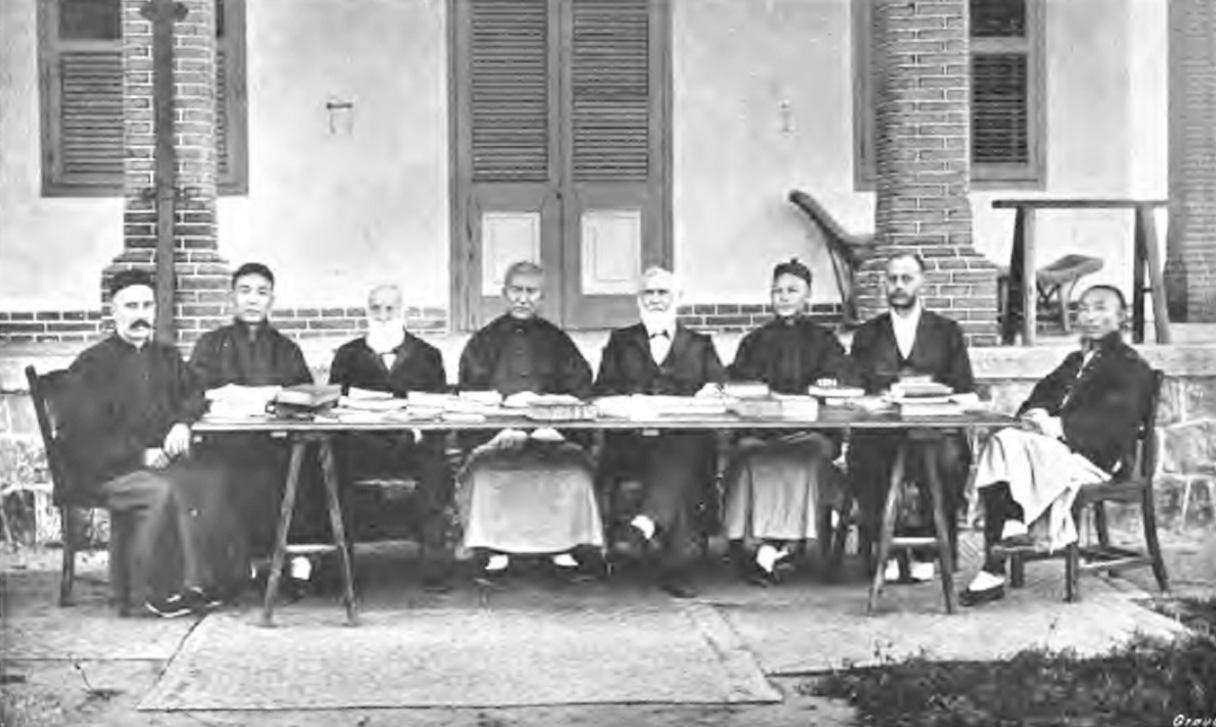
译经委员会。Frederick W. Baller、Chauncey Goodrich、Calvin Wilson Mateer和Spencer Lewis，他们的中文助理分别在左手边。

1881年，其三弟狄乐播受其感召至登州，在狄考文处学习汉语，并于1883年赴潍县开办乐道院。1890年，狄考文当选官话和合本圣经翻译委员会主席，在王宣忱（原名王元德，毕业于文会馆）的协助下参与圣经翻译。1898年1月18日，邦就烈在登州去世。1906年，和合本新约全书翻译完成，并于次年出版。1908年，狄考文赴烟台参加译经研讨会期间感染痢疾，于9月28日在青岛福柏医院逝世。葬于烟台毓璜顶美国长老会墓地。